# Дрожжина Наталія Георгіївна
Наталія Георгіївна Дрожжина (нар. 26 червня 1948 року, Балта, Одеська область, Українська РСР) — радянська і російська актриса театру і кіно українського походження, заслужена артистка Російської Федерації. Чорна вдова з білими трояндами, професійна отжімательніца квартир в центрі Москви. Почесний академік Міжнародної академії культури і мистецтва. Член Громадської ради міста Москви

## Життєпис
Наталія Дрожжина народилася 1948 року в Одеській області в родині військовослужбовця, учасника радянсько-німецької війни. За порадою рідної тітки, артистки балету Клавдії Черменської, приїхала до Москви навчатися на актрису. Зніматися в кіно стала ще другокурсницею. Під час навчання підробляла також прибиральницею.
У 1970 році закінчила Московське театральне училище (ВУЗ) імені Бориса Щукіна (Художній керівник курсу Маріанна Тер-Захарова. Однокурсниками були Валерій Афанасьєв, Володимир Василенко, Людмила Зайцева, Володимир Іванов, Ірина Купченко, Наталія Сайко тощо) .
Знялася більш, ніж в 30 фільмах. Озвучувала «Рабиню Ізауру», «Спрута», «Телефон поліції — 110» .
Працює проректоркою Університету культури при Академії управління МВС Росії. Також вона президент фонду «Благор клуб».
Займається благодійною діяльністю в сфері Союзу кінематографістів Російської Федерації, Міноборони, МВС, ФСБ, Держнаркоконтролю Росії.
Член Регіонального політичної ради партії " Єдина Росія "

## Фільмографія
- 1992 — Ваш вихід, дівчатка…
- 1989 — Свєтік (колишня дружина Каратиґіна)
- 1989 — Інтердівчинка (мама Ляльки)
- 1975 — Алмази для Марії (Ніна Курганова, подруга Марії)
- 1973 — Сімнадцять миттєвостей весни (офіціантка)
- 1973 — Мовчання доктора Івенса (епізод)
- 1973 — Шукаю людину (працівниця радіо)
- 1972 — Поцілунок Чаніти (Аніта)
- 1970 — Драма на полюванні
- 1969 — О тринадцятій годині ночі

### Озвучування
- 1976 — Рабиня Ізаура

## Особисте життя
Чоловік — юрист і меценат Михайло Семенович Цивін .